# Шигар
Шигар (урду دریائے شگر‎) — река в Гилгит-Балтистане.
Река Шигар протекает в пакистанской части Кашмира — Балтистане. Длина реки составляет 62 км.
Вытекает из талой воды ледников Балторо и Биафо. Река является притоком Инда. Протекает в малонаселённой долине Скарду. Русло реки сильно извилисто, часто распадается на мелкие протоки. Питание реки обеспечивается за счёт таяния ледников и снега на вершинах гор.